# Strunga (okręg Konstanca)
Strunga – wieś w Rumunii, w okręgu Konstanca, w gminie Oltina. W 2011 roku liczyła 9 mieszkańców.